# 傑克遜洞

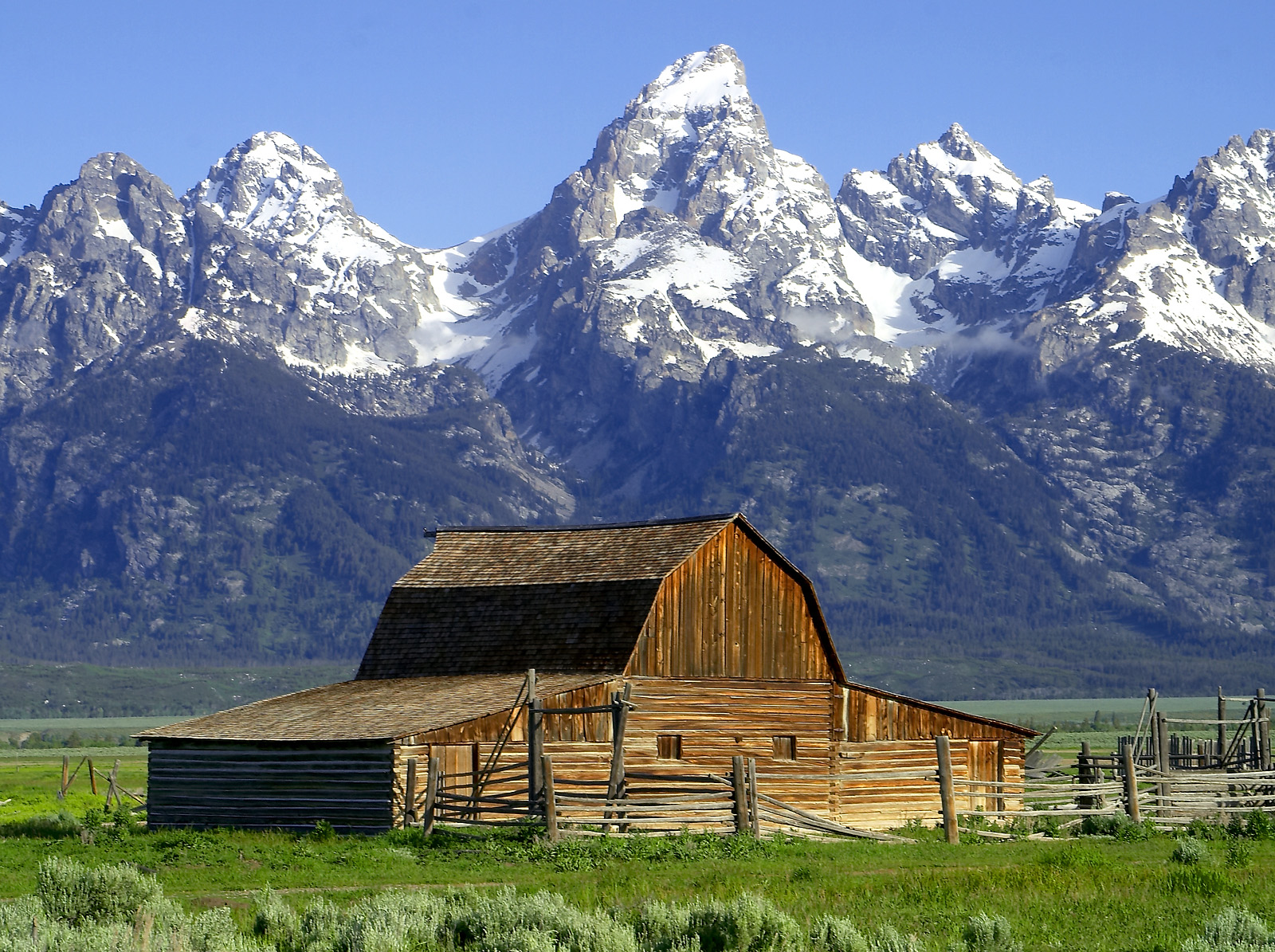

，是美國的一處谷地，位於懷俄明州。該地得名於1893年。傑克遜洞是北美著名的避暑風景地之一。 